# Баби, Парвин
Парвин Баби, полное имя — Парвин Вали Мохаммад Хан Баби (англ. Parveen Wali Mohammad Khan Babi; 4 апреля 1954 — 20 января 2005) — индийская актриса

 и фотомодель. За свою карьеру снялась в порядка 60 художественных фильмах. Первая индийская актриса, появившаяся на обложке журнала Time. Перестала сниматься в 1984 году в связи с развитием шизофрении.

## Биография
Парвин родилась в городе Джунагадхе штата Гуджарат в мусульманской семье. Она была единственным ребёнком у своих родителей Вали Мохаммада Баби (ум. 1959) и Джамалы Бахте Баби (ум. 2001). Отец был администратором и князем Джуганадха и не жалел сил и средств для образования любимой дочери. Парвин посещала школу в Ахмадабаде, а после школы поступила в колледж Святого Ксаверия там же.

## Карьера
Парвин Баби, обладающая глазами куклы Барби, очаровала режиссёров с первого взгляда. Её карьера началась 1972 году в качестве модели. В 1973 состоялся её актёрский дебют в картине «Charitra», а затем на протяжении целых тринадцати лет Парвин блистала на голубом экране. Она снималась вместе с такими известными актёрами, как Амитабх Баччан, Шаши Капур, Дхармендра и Джитендра. На протяжении всей своей карьеры Парвин считалась самой гламурной дивой Болливуда и иконой стиля и красоты своей эпохи. На болливудском небосклоне она занимала одну нишу с Зинат Аман — они обе стремились изменить образ индийских героинь в фильмах. Парвин была практически на всех обложках модных журналов и стала первой актрисой Болливуда, появившейся на обложке журнала TIME (июль 1976).
В 1983 году Парвин отчаянно эпатирует общество в лесбийских сценах с Хемой Малини в дорогой исторической постановке «Дочь султана». Она ещё держится на плаву, но все чаще её увозят со съемок в истерике. Парвин начинает также много пить, как  Мина Кумари. 30 июля 1983 в разгар своей карьеры Парвин Баби покидает Индию и киноиндустрию.

## Болезнь
В сентябре 1979 у Парвин начались первые признаки паранойи. В 1984 она летит в Лондон, где лечится от шизофрении. 7 апреля 1984 Парвин прилетела в Нью-Йорк в Международный аэропорт имени Джона Кеннеди. На предложение предъявить документы актриса реагирует нервным срывом: во все стороны летят сумки, разбивается турникет, на головы сотрудников авиалиний сыплется отборная брань. Скрученная четырьмя полицейскими, в наручниках, болливудская суперзвезда доставлена в психиатрическую клинику.
В 1998 Парвин Баби возвращается в Индию, но некогда прелестная актриса «Леди-шпилька» уже превратилась в «Леди-пышку». Болливудская «Барби» поправилась до неузнаваемости. Парвин отрицала, что больна шизофренией и считала это заговором киноиндустрии и СМИ, в попытке очернить её репутацию, чтобы они смогли скрыть свои преступления.
Она обвинила многих иностранных гостей и артистов индийского кино в заговоре с целью её убить (в этот список попали: Амитабх Баччан, Билл Клинтон, Роберт Редфорд, принц Чарльз, Альберт Гор, ЦРУ, КГБ, Моссад). В 2002 она подала в суд на Санджая Датта, обвинив его в причастности к серии терактов, совершённых 12 марта 1993 года в Бомбее.

## Смерть
Парвин Баби умерла в полном одиночестве 20 января 2005 года, в собственной квартире в Мумбае. Её тело было обнаружено после того как молочник заявил в полицию, что она уже два дня не забирает молоко и газеты с порога её квартиры. Причиной смерти стала тяжелая форма диабета, от которой у неё началась гангрена стопы правой ноги. Последние дни актриса не могла ходить и перемещалась по квартире с помощью инвалидной коляски. Вскрытие тела показало, что Парвин Баби умерла от голода.
Парвин Баби была похоронена 23 января 2005 рядом с матерью. На её похоронах присутствовали двое мужчин, которые любили её в реальной жизни: Кабир Беди и Махеш Бхатт.

## Фильмография
- 1974 — Вынужденные обстоятельства — Нилу
- 1974 — Бесстыжая
- 1975 — Стена — Анита
- 1976 — Школьная любовь — Рупа
- 1976 — Пуля — Сапна
- 1977 — Амар, Акбар, Антони — Дженни
- 1978 — Муж, жена и — Нита
- 1978 — Необычное предложение — Рекха
- 1979 — Чёрный камень — Анита
- 1979 — Вор и солдат — Бхарти Хан
- 1979 — Семейное счастье — Ану
- 1980 — Дважды два — пять — Анжу Шарма
- 1980 — Пылающий поезд — Миссис Шантал Винод Варма
- 1980 — Абдулла
- 1981 — Горячее сердце — Сурели
- 1981 — Возмездие — Рита
- 1981 — Шаг за шагом
- 1981 — Услышьте мой голос — Рита
- 1981 — Калия — Шалина
- 1981 — Защита — Чандра
- 1982 — Патриот — Прити
- 1982 — Беспокойство — Санти
- 1982 — Преданный слуга — Ниша
- 1982 — Три брата — Мари
- 1983 — Глубокая рана — Рену
- 1983 — Все ради любви — Сона
- 1983 — Подстрекатель — Нирмала Шарма
- 1985 — Ситамгар — Шейла
- 1986 — Непобедимый — Ниша

 играет саму себя 
- 1981 — Ladies Tailor
- 1985 — Karmyudh